# 陈晓冬
陈晓冬（1988年1月11日—），中国女子击剑（佩剑）运动员，国家队成员，上海队成员。右手持剑。在2008-09赛季，是国家队四位主力中最年轻者，被主教练鲍埃尔委以团体比赛一号的重任。2009年第十一屆全運會，代表上海奪得女子團體佩劍銀牌。